# Silicina
Silicina, en ocasiones erróneamente denominado Arsilicoum, es un género de foraminífero bentónico de estatus incierto, aunque considerado un sinónimo posterior de Reophax de la subfamilia Reophacinae, de la familia Hormosinidae, de la superfamilia Hormosinoidea, del suborden Hormosinina y del orden Lituolida. Su especie tipo era Involutina polymorpha. Su rango cronoestratigráfico abarcaba el Holoceno.

## Discusión
Clasificaciones previas incluían Silicina en la familia Hormosinidae y en el suborden Textulariina del orden Textulariida o en el orden Lituolida sin diferenciar el suborden Hormosinina.

## Clasificación
Silicina incluía a las siguientes especies:
- Silicina epigona
- Silicina limitata
- Silicina polymorpha